# Филон Византийски
Филон Византийски (на гръцки: Φίλων ὁ Βυζάντιος, ок. 280 пр.н.е. - ок. 220 пр.н.е.) е древногръцки инженер и математик. Известен е със своите съчинения по приложна механика, съхранили се до наши дни. Тъй като по професия е военен инженер, Филон е работил както в Александрия, така и на остров Родос.
В математиката, Филон работи по проблема с удвояването на куба (построяване на куб, чийто обем да бъде двукратно по-голям от обема на дадения куб). Удвояване на куба се налага поради следния проблем: при даден катапулт, да се изгради втори катапулт, който да е в състояние да изстреля снаряд два пъти по-тежък от този на първия катапулт. Неговото решение е да се намери пресечната точка на една правоъгълна хипербола и кръг, едно решение, което е подобно на решението на Херон на няколко века по-късно.